# Qarah Dāghlū
Qarah Dāghlū (persiska: قره داغلو) är en ort i Iran.   Den ligger i provinsen Ardabil, i den nordvästra delen av landet, 500 km nordväst om huvudstaden Teheran. Qarah Dāghlū ligger 39 meter över havet och antalet invånare är 949.
Terrängen runt Qarah Dāghlū är platt. Runt Qarah Dāghlū är det ganska tätbefolkat, med 104 invånare per kvadratkilometer. Närmaste större samhälle är Pārsābād, 5,2 km öster om Qarah Dāghlū. Trakten runt Qarah Dāghlū består till största delen av jordbruksmark.